# 하동 화사별서
하동 화사별서(河東 花史別墅)는 대한민국 경상남도 하동군 악양면 정서리에 있는 조선후기 건축물이다. 2019년 11월 14일 경상남도의 유형문화재 제657호로 지정되었다.

## 개요
이 별서(別墅, 농사를 목적으로 지은 별장)는 조선의 개국일등공신이며, 태조，정종, 태종 3대에 걸쳐 영의정을 지낸 조준(趙浚，1346~1405, 본 평양)의 직계손인 화사 조재희(花史 趙載禧, 1861~1941)에 의해 조성되었다.
화사별서는 조선 말기 한양의 상류층이 농사를 목적으로 지은 별장이라는 건축적 가치, 좋은 기운을 찾아 별장터를 찾아 건물을 배치한 풍수지리적 가치, 박경리의 소설「토지」 최참판댁 모델로서 가지는 문학사적 가치를 가지고 있는 고택이다.

## 역사
화사별서花史別墅(別墅, 농사를 목적으로 지은 별장)는 조선의 개국공신이며, 태조，정종, 태종 3대에 걸쳐 영의정을 지낸 조준(趙浚，1346~1405, 본 평양)의 직계손인 화사 조재희(花史 趙載禧, 1861~1941)에 의해 조성되었다.
당시 화사 조재희는 가까운 친척의 소개로 국풍(國風, 나라의 풍수를 보는 이)을 대동하고 그의 아버지와 함께 따스한 남부지방에 별장 터를 물색하던 중 이곳에 자리하게 되었다. 화사 조재희는 조선말 흥선대원군과도 신정왕후 조대비(趙大妃) 와도 교분이 두터웠고 재산도 상당한 경성(서울의 옛 지명)의 당주동(唐珠洞, 현 세종문화회관 인근)에 거주하는 상류층이었다.
화사별서는 1890년 초반에 조성되었으나 동학농민운동(1894년)때 화재로 소실되었다. 1900년대에 들어서면서 화사 조재희는 화사별서를 안채, 사랑채, 대문채 겸 바깥행랑채, 안행랑채, 작은행랑채, 초당, 큰 방지(연못)으로 구성하여 재건을 시작하였다. 구전에 의하면 16년에 걸쳐 건축하였으며 목재는 소나무를 쪄서 사용하였다고 한다.
안행랑채는 상량에「開國 五百二十年」
「辛亥四月上四日壬甲巳詩上樑」이라 되어 있어 1911년에 완공되었고, 안채의 상량에「開國 五百二十七年戊午立柱上樑」이라 되어 있어 1918년에 완공되었음을 알 수 있다.
현재 화사별서는 사랑채, 대문채 겸 바깥행랑채, 작은행랑채 별당(초당) 등 일부 건축물이 한국전쟁(1950-1953) 등 세월의 풍파를 겪으며 소실되었음에도 불구하고 안채 등에서 원형을 잘 간직하고 있다. 그 가구수법이나, 규모가 가히 하동의 대표적 가옥으로도 손색이 없는 뛰어난 건축물로 볼 수 있다. 또한 별서 내에 방지, 연정(蓮亭), 취병(翠屛, 비취색 병풍) 등 조선시대의 풍류적 조원(造園)수법이 잘 적용되어 있어 근대 별장한옥의 특징을 잘 보여주고 있다.
취병(翠屛)은 ‘비취색 병풍’을 의미하며 살아있는 식물로 조성한 생울타리로, 조선 후기 조경의 한 형태이며 사생활을 보호하는 데도 사용되었다. 화사별서 대문을 들어서면 우측에 동백나무로 취병을 조성하여 대문채 겸 바깥행랑채에서 사랑채의 공간이 보이지 않았다고 한다.
화사별서는 하동지역에서 일명 '조부자집'으로도 알려져 있으며, 박경리의 대하소설「토지」의 배경이 된 ‘최참판댁’의 실제 모델로도 알려져 있다.

## 지정 사유
화사별서(花史別墅)는 화사 조재희(花史 趙載禧, 1861∼1941)가 건립하였다. 안채의 상량문에는 '開國五百二十七年戊午三月初十日午時上樑'으로 적혀 있어 1918년에 건립된 것을 알 수 있다. 소유자에 의하면 조재희가 이 집을 건립하기 위해 1902년에 착공하여 16년에 걸쳐 완성되었다고 한다. 하동에서는 '조 부자집'으로 알려져 있으며, 현재 박경리의 소설인 '토지'에 등장하는 최참판댁의 배경이 된 고택으로 알려져 있다.
화사별서(花史別墅)는 사랑채 등이 소실되었음에도 불구하고 안채 등에서 원형을 잘 간직하고 있으며, 그 가구수법이나, 규모가 가히 하동의 대표적 가옥으로도 손색이 없는 뛰어난 건축물로 볼 수 있고, 조선시대의 풍류적 조원(造園)수법이 잘 적용되어 있어 근대 별장한옥의 특징을 잘 보여주고 있다.

## 같이 보기
- 토지 - 박경리 소설

## 참고 문헌
- 하동 화사별서 - 국가유산청 국가유산포털
- 지역N문화 - 하동의 상류층 전통 가옥, 화사별서(花史別墅)